# Зеркало недели
«Зе́ркало неде́ли» (укр. Дзеркало тижня) — общественно-политический еженедельник, издающийся в Киеве (Украина). Газета издаётся на русском и украинском языках, в электронной версии также на английском. Начиная с 2011 года, газета выходит под названием «Информационно-аналитический еженедельник „Зеркало недели. Украина“» (укр. «Інформаційно-аналітичний тижневик «Дзеркало тижня. Україна»).

## История
Первый номер газеты вышел 8 октября 1994 года. С 2020 года газета прекратила выпуск печатной версии.
Первоначальный издатель — Юрий Орликов, США.
Главный редактор — Юлия Мостовая. Первый заместитель главного редактора (октябрь 2009) — Сергей Рахманин.
Аудитория издания на 2/3 состоит из мужчин и 1/3 из женщин. Средний возраст читателя — 39 лет. По сравнению с результатами опроса, проводимого еженедельником в 1997 году, читательская аудитория стала моложе (была 44,9 лет). Подавляющее большинство читателей имеет высшее образование — 79,7 %. Квалифицированные специалисты составляют 39 % от всех опрошенных, руководители подразделений — 20 % от всех опрошенных, 5 % опрошенных имеют свой бизнес, руководители предприятий — 3 %.
В 2024 году издание получало гранты от USAID.
На территории России сайт издания заблокирован.

## Награды
- 2001 — Фонд «Цайт — Штифтунг» присудила поощрительную премию Герда Буцериуса «Молодая пресса Западной Европы».
- 2000 — Высшая награда в области журналистики «Золотое перо». Всеукраинский ежегодный конкурс СМИ.
- 1999 — Победитель общенациональной программы «Людина року 99» в номинации «Газета года»[8].
- 1999 — Журналист года Сергей Рахманин — редактор отдела политики «ЗН» в общенациональной программе «Человек года 99»[8].
- 1998 — Лауреат общенациональной программы «Людина року 98» в номинации «Газета года».
- 1998 — Обладатель титула «Всенародное признание». Всеукраинский фестиваль журналистики.
- 1996 — Победитель общенациональной программы «Людина року 97» в номинации журналист года — Юлия Мостовая, заместитель главного редактора[9].
- В 2001 году издание получило премию имени Герда Буцериуса «Свободная пресса Восточной Европы»[10].

## Коллектив
- Мостовая Юлия Владимировна, главный редактор
- Мостовой Владимир Павлович, 1-й заместитель главного редактора
- Мигаль Михаил Прокопович, ответственный секретарь
- Рахманин Сергей Иванович, отдел политики
- Примаченко Александра Михайловна, отдел права
- Кононенко Алексей Анатольевич, заведующий отделом культуры
- Еременко Алла Ивановна, отдел экономической безопасности
- Яценко Наталья Петровна, отдел экономики
- Суржик Лидия Михайловна, отдел науки, образования и экологии
- Логинов Якуб Станиславович, собственный корреспондент в Польше и Словакии
- Дружбинский, Валерий Иванович, специальный корреспондент